# Течинський Олександр
Олександр Течинський (нар. 1979, Дніпро, Україна) — український кінорежисер, сценарист, оператор.
У 2014 здобув нагороду MDR Film Prize за найкращий східноєвропейський документальний фільм на фестивалі DOK Leipzig з дебютним повнометражним документальним фільм «Все палає» (зняв разом із Олексієм Солодуновим та Дмитром Стойковим).

## Творчість
Дебют Олександра Течинського як режисера відбувся 2013-го з короткометражного документального фільму «Сери та сеньйори». Стрічку зняв в Умані під час хасидського паломництва на свято Рош ха-Шана, на яке до міста з'їжджаються люди, охочі попрацювати носильниками численного багажу, котрий із собою привозять іноземці, і заробити за чотири дні святкування кількамісячну зарплатню.
В 2014 році вийшов документальний альманах «Євромайдан. Чорновий монтаж», знятий 10-ма режисерами ініціативи Вавилон'13, серед яких був і Течинський. Стрічка присвячена історичним революційним подіям в Україні 2013—2014 років. Вона стала фільмом-відкриттям міжнародного кінофестивалю Docudays UA в березні 2014.
У 2014 році також виходить відзнятий у співавторстві з Олексієм Солодуновим і Дмитром Стойковим фільм «Все палає». Присвячений Євромайдану, він показує протистояння з епіцентру конфлікту і простежує за тим, як воно змінює свій характер з мирного протесту в кровопролитні зіткнення. Знімали стрічку з різних боків: силовиків, мітингувальників та з нейтрального боку. Картина увійшла у лонг-ліст номінантів на Європейський кіноприз 2015 у категорії найкращий документальний фільм. Деякі епізоди стрічки також увійшли до проекту «Євромайдан. Чорновий монтаж».
У 2017 році вийшов повнометражний документальний фільм «Дельта», світова прем'єра якого відбулася на 60-му Лейпцизькому фестивалі документального та анімаційного кіно DOK Leipzig, де стрічка отримала почесну відзнаку. Картина розповідає про життя людей у місті Вилковому на Дунаї, яке обертається навколо риболовлі та збору очерету.

## Фільмографія
| Рік  | Назва                                  | Тип                              | Роль                                         | Примітки |
| ---- | -------------------------------------- | -------------------------------- | -------------------------------------------- | --- |
| 2013 | «Сери та сеньйори»                     | Короткометражний, документальний | режисер, оператор, сценарист                 | - Нагорода ім. Андрія Матросова за найкращий український дебют на Docudays UA 2013. - Особлива відзнака журі на Одеському міжнародному кінофестивалі 2013. - Офіційна конкурсна програма фестивалю DOK Leipzig 2013. |
| 2014 | Альманах «Євромайдан. Чорновий монтаж» | Повнометражний, документальний   | режисер і оператор спільно з 9-ма режисерами | - Фільм-відкриття Docudays UA 2014 (Київ, Україна). - Нагорода «Срібне око» на East Silver Market 2014 (Їглава, Чехія). - Приз міжнародного журі на фестивалі Document (Ґлазґо, Шотландія). |
| 2014 | «Все палає»                            | Повнометражний, документальний   | режисер, оператор                            | MDR Film Prize за найкращий східноєвропейський документальний фільм на фестивалі DOK Leipzig 2014. |
| 2017 | «Дельта»                               | Повнометражний, документальний   | режисер, оператор                            | - Почесна нагорода DOK Leipzig у конкурсі «Майбутні майстри» (Next Masters Competition Honorable Mention). - Номінації на кіноприз телекомпанії MDR, кінопремію Європейського агентства безпеки та гігієни праці, приз документального кіно Гете-Інституту. - FIPRESCI (головна нагорода Міжнародної федерації кінокритиків) за Найкращий повнометражний український фільм 9-го Одеського Міжнародного кінофестивалю. - «Золотий Дюк» 9-го Одеського Міжнародного кінофестивалю за найкращий український повнометражний фільм Національної конкурсної програми - Національна премія кінокритиків «Кіноколо» за найкращий документальний фільм. |
| 2018 | «Донбас»                               | Повнометражний, ігровий          | актор                                        | |